# Principado episcopal de Augsburgo
El Principado episcopal de Augsburgo (en alemán: Fürstbistum Augsburg) fue uno de los tantos principados eclesiásticos del Sacro Imperio Romano Germánico, el cual perteneció al Círculo Suevo. Este principado no debe confundirse con la Diócesis de Augsburgo, sobre la cual el príncipe-obispo ejercía sola y únicamente autoridad espiritual como cualquier diócesis.
La ciudad de Augsburgo, después de obtener el estatus de Ciudad imperial libre, empezó a ser una entidad separada constitucional y políticamente independiente del principado-obispado del mismo nombre. El principado eclesiástico abarcaba un territorio de 2.365 km2 en los actuales estados de Baviera y Baden-Wurtemberg. El estado tenía aproximadamente una población 100.000 habitantes en el momento en que fue anexada a la Baviera Electoral en el curso de la mediatización alemana.

## Inicios
No se sabe nada con certeza sobre la historia de la Diócesis de Augsburgo durante los siglos inmediatamente posteriores al colapso del poder romano en Alemania y la turbulencia de las grandes migraciones, pero sobrevivió. Si bien dos catálogos de los obispos de Augsburgo, que datan de los siglos XI y XII, mencionan a varios obispos de este período temprano, el primero cuyo registro ha sido corroborado históricamente es Wikterp, que fue obispo alrededor de 739 o 768. Tomó parte en varios sínodos convocados en Alemania por San Bonifacio. Junto con Magno de Füssen, fundó el monasterio de Füssen y, con san Bonifacio, dedicó el monasterio de Benediktbeuern.
Bajo San Wikterp o su sucesor, Tazzo, sobre el que se sabe poco, se establecieron muchos monasterios, entre otros las abadías de Wessobrunn, Ellwangen, Polling y Ottobeuren. En esta época, también, la sede, hasta entonces sufragánea del Patriarcado de Aquilea, fue colocada entre las sedes sufragáneas de la recién fundada Archidióceis de Maguncia (746). San Simperto (c. 810), hasta entonces abad de Murbach y pariente de Carlomagno, renovó muchas iglesias y monasterios devastados en las guerras de los francos y bávaros, y durante las incursiones de los ávarios; construyó la primera catedral de Augsburgo en honor de la Virgen María; y obtuvo del emperador Carlomagno una definición exacta de sus límites diocesanos. Su jurisdicción se extendía en aquella época desde el Iller hacia el este, sobre el Lech, al norte del Danubio hasta el Alb, y al sur hasta las estribaciones de los Alpes. Además, varias fincas y pueblos en el valle del Danubio y en el Tirol pertenecían a la diócesis.
Entre los obispos del período siguiente, un cierto número es especialmente prominente, ya sea por los cargos que desempeñaron en el Imperio, o por sus calificaciones personales; así Witgar, canciller y archicapellán de Luis el Germánico; Adalberón (887-910), de la línea de los condes de Dilinga, confidente y amigo del emperador Arnulfo, quien confió a Adalberón la educación de su hijo, el rey alemán Luis el Niño, distinguido por su generosidad con los monasterios. La sede de Augsburgo alcanzó el período de su mayor esplendor bajo san Ulrico (923-973). Buscó mejorar la baja condición moral y social del clero mediante la reforma de las escuelas existentes y el establecimiento de otras nuevas. Proveyó ayuda a los pobres y reconstruyó iglesias y monasterios en decadencia. Durante la incursión de los húngaros y el asedio de Augsburgo (955), mantuvo el coraje de los ciudadanos, obligó a los húngaros a retirarse y contribuyó en gran medida a la victoria decisiva en Lechfeld (955). Construyó iglesias en honor de Santa Afra y San Juan, fundó el monasterio de San Esteban para monjas benedictinas. Su éxito se debió en gran parte al ejemplo que dio a su clero y a su diócesis.
La diócesis sufrió mucho durante el gobierno de su sucesor, Enrique I (Obispo de Augsburgo) (973-982), ya que se puso del lado de los enemigos del emperador Otón II y permaneció varios meses en prisión. Después de su liberación, renunció a sus antiguas opiniones y legó a su iglesia sus posesiones en Geisenhausen. La diócesis alcanzó un gran esplendor bajo el obispo Bruno (1006-20), hermano del emperador Enrique II; restauró una serie de monasterios en ruinas, fundó la iglesia y el colegio de San Mauricio, colocó monjes benedictinos en la iglesia colegial de Santa Afra y aumentó las posesiones episcopales con el regalo de su propia herencia de Straubing. Bajo Enrique II de Augsburgo (1047-63), el guardián de Enrique IV, la diócesis aseguró el derecho de acuñación de monedas y se enriqueció con muchas donaciones; Bajo Embrico (o Emmerich, 1063-77) se consagró la catedral (1065) y se construyeron el canonico y la iglesia de San Pedro y Santa Felicitas.

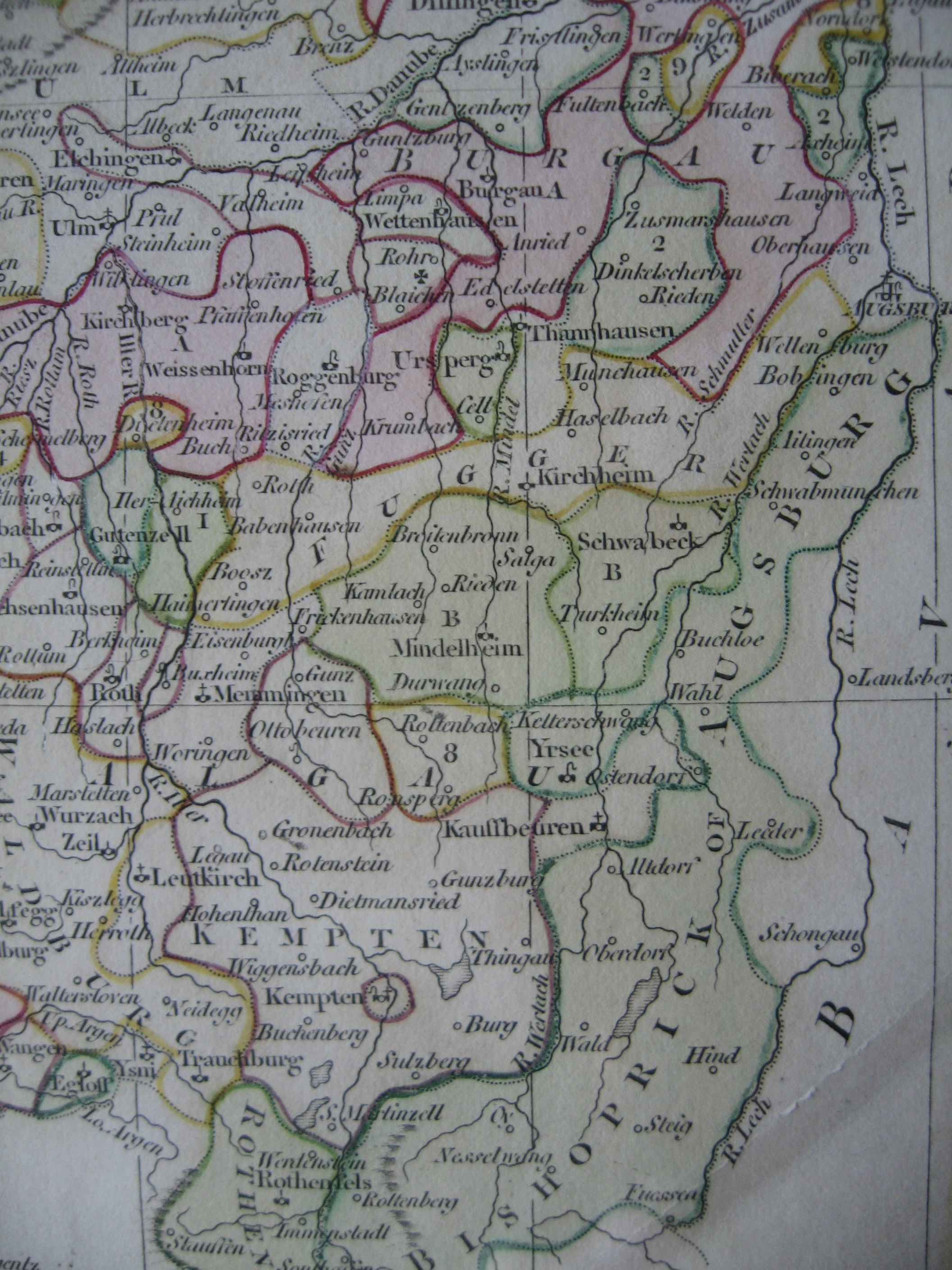
Territorio del Principado-Obispado

Durante los últimos años de su episcopado, en la disputa del emperador Enrique IV con el papado, Embrico se puso del lado imperial y sólo temporalmente cedió ante el legado papal. La lucha continuó bajo sus sucesores; cuatro antiobispos se establecieron en oposición a Sigfrido II (1077-96). Hermann, conde de Vohburg (1096 o 1097-1132), apoyó con traición y astucia su reclamación sobre la sede que había comprado, persiguió violentamente al abad de Santa Afra y lo expulsó de la ciudad. Sólo después de la conclusión del Concordato de Worms (1122) Hermann obtuvo la confirmación del papa y el alivio de la excomunión. Los disturbios políticos resultantes de las disensiones entre los papas y los emperadores alemanes reaccionaron sobre la Iglesia de Augsburgo.
Hubo breves períodos de descanso, durante los cuales la vida eclesiástica recibió un impulso hacia adelante, como, por ejemplo, bajo el obispo Walther II, conde palatino de Dillingen (1133-1152), bajo quien las posesiones de la diócesis fueron nuevamente consolidadas y aumentadas por su propia herencia; bajo Udalskalk (1184-1202), quien con gran ceremonia colocó los huesos recientemente descubiertos de San Ulrico en la nueva iglesia de los Santos Ulrico y Afra. Estos días de paz se alternaron con períodos de conflicto en los que los obispos de Augsburgo se vieron arrastrados, a menudo contra su voluntad, en su calidad de príncipes del Imperio, y la vida de la Iglesia en consecuencia sufrió un declive. Bajo Siboto von Lechfeld (1227-1247) se establecieron por primera vez en Augsburgo los monasterios de las órdenes mendicantes recién fundadas.
Otras causas de conflicto fueron los conflictos que surgieron entre los obispos de Augsburgo y las autoridades de la ciudad. Durante las luchas entre los papas y los emperadores, Augsburgo, como otras grandes ciudades de la mayor parte de Alemania, alcanzó una enorme riqueza gracias a la actividad industrial y comercial de sus ciudadanos. De vez en cuando se hicieron esfuerzos para restringir lo más posible los antiguos derechos civiles de los obispos y sus administradores, e incluso para abrogarlos por completo. De un estado de descontento, los ciudadanos pasaron a la violencia abierta bajo el obispo Hartmann von Dillingen (1248-1286), y arrancaron a los obispos muchas libertades y ventajas municipales. Un ejemplo característico es la confirmación por el rey Rodolfo I de Alemania en la Dieta Imperial celebrada en Augsburgo (1276) del Stadtbuch, o registro municipal, que contenía las antiguas costumbres, los derechos episcopales y municipales, etc., especificados en detalle; en la misma ocasión Augsburgo fue reconocida como Ciudad Imperial Libre. Hartmann legó a la Iglesia de Augsburgo su herencia paterna, que incluía la ciudad y el castillo de Dillingen. Reinó la paz bajo los obispos que le sucedieron, de los cuales Federico I (1309-1331) adquirió para su sede el castillo y la fortaleza de Füssen; Ulrico II de Schönegg (1331-1337) y su hermano Enrique III de Schönegg (1337-1348) permanecieron fieles al emperador Luis el Bávaro; Marquard I de Randeck (1348-1365) redimió nuevamente la propiedad hipotecada de la diócesis y, gracias al favor del emperador Carlos IV, fue nombrado patriarca de Aquileia en 1365.
Nuevas disensiones entre el príncipe-obispo y la Ciudad Imperial Libre surgieron bajo Burkhard von Ellerbach (1373-1404), cuyo ascenso al trono estuvo marcado por graves discordias derivadas del derrocamiento del Patrizier, o gobierno aristocrático, y el ascenso del poder municipal de los artesanos o gremios. Irritados por el apoyo de Burkhard a la nobleza en su lucha con las ciudades suabas, los habitantes de Augsburgo saquearon las viviendas de los canónigos, expulsaron a algunos clérigos de la ciudad (1381), destruyeron, tras un breve intervalo de respiro (1388), la fortaleza episcopal, el decanato y la Casa de la Moneda, y se volvieron casi completamente independientes del obispo. Burkhard procedió con gran energía contra la herejía de los wyclifitanos que se habían afianzado en Augsburgo y condenó a la hoguera a cinco personas que se negaron a abjurar.
Tras la muerte de Everardo II (1404-1413), en 1413 se produjo una disputa porque la ciudad de Augsburgo se negó a reconocer al obispo legítimo, Anselm von Nenningen (1413-1423), y puso en oposición a Friedrich von Grafeneek, que había sido presentado por el emperador Segismundo. Este problema fue solucionado por el papa Martín V, que obligó a ambos obispos a dimitir y, por propia autoridad, los sustituyó por Peter von Schauenberg, canónigo de Bamberg y Würzburg (1423-1469). Pedro fue dotado por el papa con facultades extraordinarias, nombrado cardenal y legado a latere para toda Alemania. Trabajó con celo y energía por la reforma de su diócesis, celebró sínodos y realizó visitas episcopales para elevar la decadente vida moral e intelectual del clero; restauró la disciplina y renovó el esplendor caído de muchos monasterios, canonjías e iglesias colegiatas. Completó la reconstrucción de la catedral en estilo gótico, la consagró en 1431 y en 1457 colocó la piedra angular de la nueva iglesia de los Santos Ulrico y Afra.

Obispo Friedrich von Zollern (1486-1505)
Los prelados que le sucedieron llevaron a cabo la reforma de la diócesis con no menos solicitud y celo. Entre ellos se encontraban Juan II, conde de Werdenberg (1469-1486), tutor del hijo del emperador, más tarde emperador Maximiliano I, que convocó un sínodo en Dilinga y fomentó el arte de la imprenta, recientemente inventado; Friedrich von Zollern (1486-1505), alumno del gran predicador Geiler de Kaysersberg y fundador de un colegio en Dillingen, que celebró un sínodo en la misma ciudad, promovió la impresión de libros litúrgicos y enriqueció enormemente las posesiones de la diócesis; Enrique IV de Lichtenstein (1505-1517), gran amigo y benefactor de los monasterios y de los pobres, y mecenas de las artes y las ciencias.
Durante el episcopado de estos obispos, Augsburgo adquirió, gracias a la industria de sus ciudadanos, un comercio mundial. Algunos miembros de sus familias, como los Fugger y los Welser, fueron los mayores comerciantes de su tiempo; prestaron grandes sumas de dinero a los emperadores y príncipes de Alemania, dirigieron las empresas financieras del papado e incluso extendieron sus operaciones al recién descubierto continente americano. Entre los ciudadanos de Augsburgo famosos en esa época en la literatura y el arte estaban el humanista Conrad Peutinger; los hermanos Bernardo y Conrado Adelmann von Adelmannsfelden; Matthäus Lang von Wellenburg, secretario del emperador Federico III y más tarde cardenal y arzobispo de Salzburgo; los distinguidos pintores Hans Holbein el Viejo, Burgkmair y otros. Sin embargo, con la riqueza llegó un espíritu de mundanalidad y codicia. El orgullo y un superrefinamiento de la cultura proporcionaron el terreno fértil en el que la inminente revolución religiosa iba a encontrar abundante alimento.

### Periodo de la reforma
La Reforma acarreó un desastre para la diócesis de Augsburgo, que se extendía mucho más allá del territorio del Principado-Obispado de Augsburgo y sobre la que el obispo ejercía sólo autoridad espiritual. Incluía 1.050 parroquias con más de 500.000 habitantes. Además del cabildo catedralicio, podía presumir de ocho fundaciones colegiales, cuarenta y seis monasterios para hombres y treinta y ocho conventos para mujeres. Lutero, que fue convocado para reivindicarse en presencia del legado papal ante la Dieta Imperial en Augsburgo (1518), encontró en esta diócesis adeptos entusiastas tanto entre el clero secular como entre el regular, pero especialmente entre los carmelitas, en cuyo convento de Santa Ana vivía; también encontró el favor de los concejales de la ciudad, los burgueses y los comerciantes. El obispo Christoph von Stadion (1517-1543) hizo todo lo que estuvo a su alcance para detener la propagación de las enseñanzas de entonces; Llamó a hombres eruditos al púlpito de la catedral, entre otros a Urbanus Rhegius, quien, sin embargo, pronto se pasó al bando de Martín Lutero; convocó un sínodo en Dillingen, en el que se prohibió leer los escritos de Lutero; promulgó en toda su diócesis la bula del Papa León X (1520) contra Lutero; prohibió a los carmelitas, que estaban difundiendo la nueva doctrina, predicar; advirtió a los magistrados de Augsburgo, Memmingen y otros lugares que no toleraran a los reformadores, y adoptó otras medidas similares.

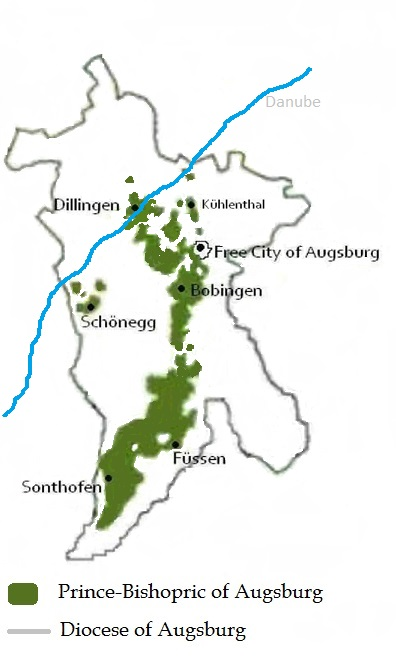
El Principado-Obispado y la Diócesis de Augsburgo

A pesar de todo esto, los seguidores de Lutero obtuvieron la ventaja en el consejo de la ciudad, lo que fue facilitado por el hecho de que Augsburgo, al ser una Ciudad Imperial Libre, era totalmente independiente del Príncipe-Obispo. En 1524, varias costumbres eclesiásticas católicas, en particular la observancia de los días de ayuno, habían sido abolidas en Augsburgo. Los sacerdotes apóstatas, muchos de los cuales, siguiendo el ejemplo de Lutero, habían tomado esposas, fueron apoyados por el consejo de la ciudad, y a los católicos se les negó el derecho a predicar. Durante la Guerra de los Campesinos Alemanes, muchos monasterios, instituciones y castillos fueron destruidos.

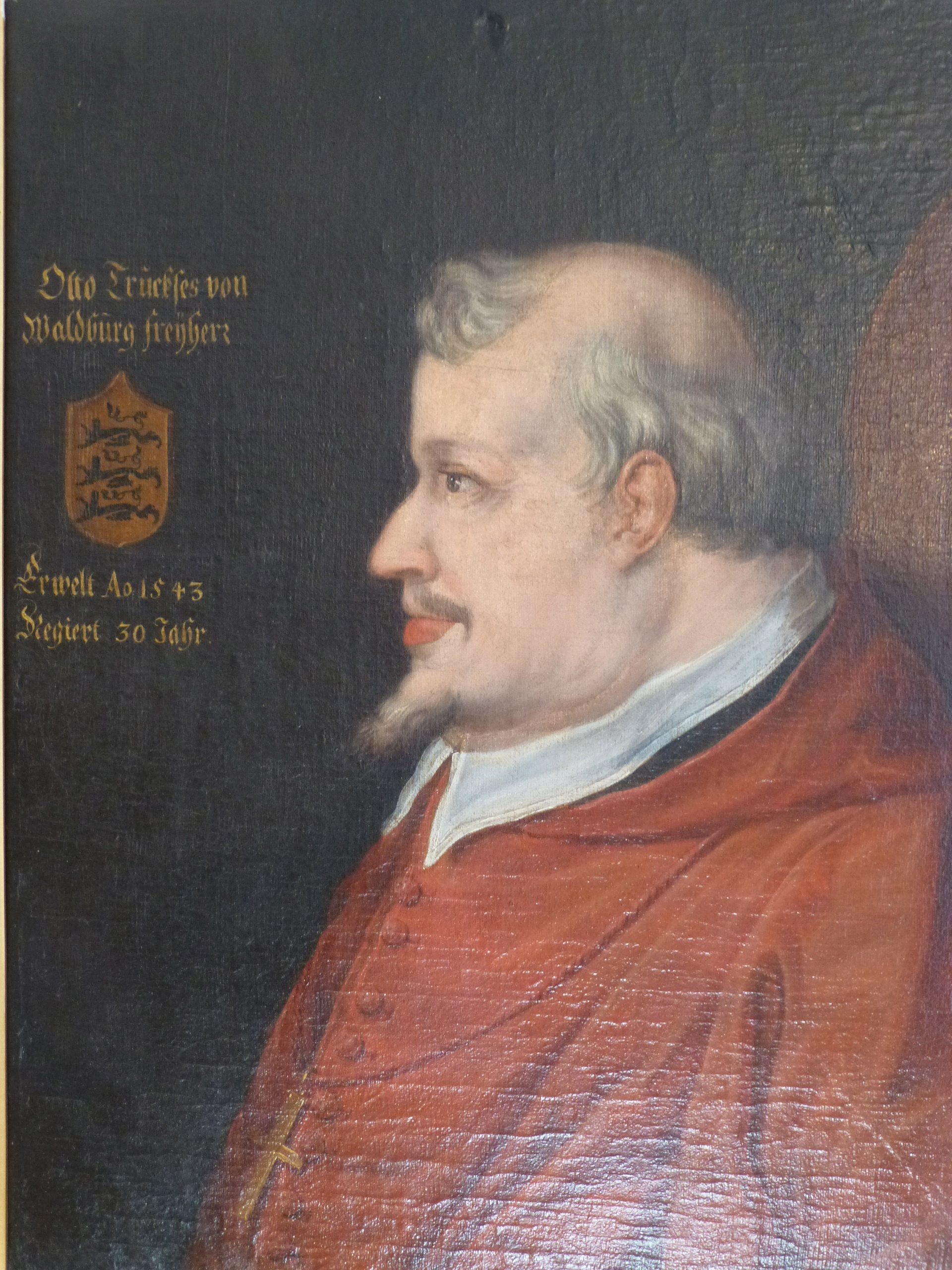
Obispo Otto von Waldburg (1543-1573)

Entre 1524 y 1573 hubo una importante presencia anabaptista en Augsburgo. A finales de agosto de 1527 se celebró en esta ciudad el Sínodo de los Mártires, un encuentro internacional de representantes de diversos grupos anabaptistas. La mayoría de los participantes murieron como mártires por su testimonio en poco tiempo.
En la Dieta de Augsburgo de 1530, en la que se entregó al emperador la llamada Confessio Augustana en la capilla del palacio episcopal, el emperador emitió un edicto según el cual se abolirían todas las innovaciones y se restituirían a los católicos sus derechos y propiedades.
El ayuntamiento, sin embargo, se opuso, llamó (1531) a los predicadores protestantes que habían sido expatriados, suprimió los servicios católicos en todas las iglesias excepto la catedral (1534), y en 1537 se unió a la Liga de Esmalcalda. A principios de este año se dictó un decreto del consejo, prohibiendo en todas partes la celebración de la misa, la predicación y todas las ceremonias eclesiásticas, y dando al clero católico la alternativa de inscribirse de nuevo como ciudadanos o abandonar la ciudad. Una abrumadora mayoría del clero secular y regular eligió el destierro; el obispo se retiró con el capítulo de la catedral a Dillingen, desde donde dirigió al papa y al emperador un llamamiento para la reparación de sus agravios. En la ciudad de Augsburgo, las iglesias católicas fueron tomadas por predicadores luteranos y zwinglianos; Por orden del consejo se retiraron los cuadros y, por instigación de Bucer y otros, se desató una tormenta de iconoclasia popular que tuvo como resultado la destrucción de muchos monumentos de arte y de la antigüedad.
La mayor intolerancia se manifestó hacia los católicos que habían permanecido en la Ciudad Imperial Libre; sus escuelas fueron disueltas; los padres fueron obligados a enviar a sus hijos a instituciones luteranas; incluso se prohibió oír misa fuera de la ciudad bajo severas penas. Bajo Otto Truchsess von Waldburg (1543-1573) se notaron los primeros signos de mejora en la actitud hacia los católicos. Al estallar las hostilidades (1546) entre el emperador y la Liga de Esmalcalda, Augsburgo, como miembro de la liga, tomó las armas contra Carlos V, y el obispo Otto invadió y saqueó Füssen, y confiscó casi todas las posesiones restantes de la diócesis.
Sin embargo, después de la victoria en Mühlberg (1547), las tropas imperiales marcharon contra Augsburgo y la ciudad se vio obligada a pedir clemencia, entregar doce piezas de artillería, pagar una multa, devolver a los católicos el mayor número de iglesias y reembolsar a la diócesis y al clero las propiedades confiscadas. En 1547, el obispo Otto von Truchsess, que entretanto había sido creado cardenal, regresó a la ciudad con el capítulo catedralicio, seguido poco después por el emperador. En la Dieta celebrada en Augsburgo en 1548 se acordó el llamado "Interim de Augsburgo". Después de una ocupación temporal de la ciudad y la supresión de los servicios católicos por parte del elector, el príncipe Mauricio de Sajonia (1551), se firmó la "Paz de Augsburgo" en la Dieta de 1555; fue seguida por un largo período de paz.
Los disturbios de la Reforma tuvieron resultados más desastrosos en toda la diócesis y en los territorios adyacentes que en el recinto inmediato de Augsburgo. Así, después de muchas perturbaciones y restauraciones temporales de la religión católica, los protestantes finalmente ganaron las batallas en Württemberg, Oettingen, Neuburg así como las Ciudades Imperiales Libres de Nördlingen, Memmingen, Kaufbeuren, Dinkelsbühl, Donauwörth, Ulm, en el territorio eclesiástico de Feuchtwangen y en otros lugares. En total, durante estos años de guerra religiosa, la diócesis de Augsburgo perdió ante la Reforma alrededor de 250 parroquias, 24 monasterios y más de 500 beneficios. Aunque la agitación religiosa trajo consigo una gran pérdida de posesiones mundanas, no dejó de tener efectos beneficiosos sobre la vida religiosa de la diócesis.

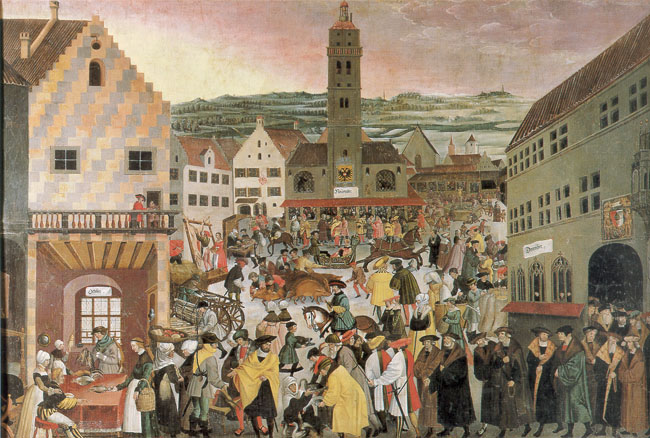
Augsburgo, Perlachplatz 1550

El obispo Christopher von Stadion, mientras trataba de proteger al catolicismo de las incursiones de la Reforma, había buscado fortalecer y revivir la disciplina eclesiástica, que lamentablemente había declinado, tanto entre el clero secular como entre el regular. Esta obra fue llevada a cabo con mayor energía aún por el obispo Otto Truchsess, quien logró una fructífera contrarreforma. Mediante frecuentes visitas trató de familiarizarse con los males existentes, y por medio de sínodos diocesanos y una vigorosa aplicación de medidas contra los clérigos ignorantes y disolutos, seculares y regulares, se esforzó por remediar estas condiciones. Impulsó la causa de la educación fundando escuelas; convocó a los jesuitas a su diócesis, entre otros al beato Pedro Canisio, quien desde 1549, en calidad de predicador de la catedral, confesor y catequista, ejerció un ministerio notablemente fructífero y eficaz. En 1549, el obispo Otto fundó en Dillingen un seminario para la formación de sacerdotes, obtuvo del Papa (1554) un decreto que lo elevaba al rango de universidad y, en 1564, entregó la dirección de la nueva universidad a los jesuitas, para quienes había construido un colegio en Dillingen. Gracias a su incansable labor y a la de Canisio, la Iglesia no perdió porciones mucho mayores de la diócesis.

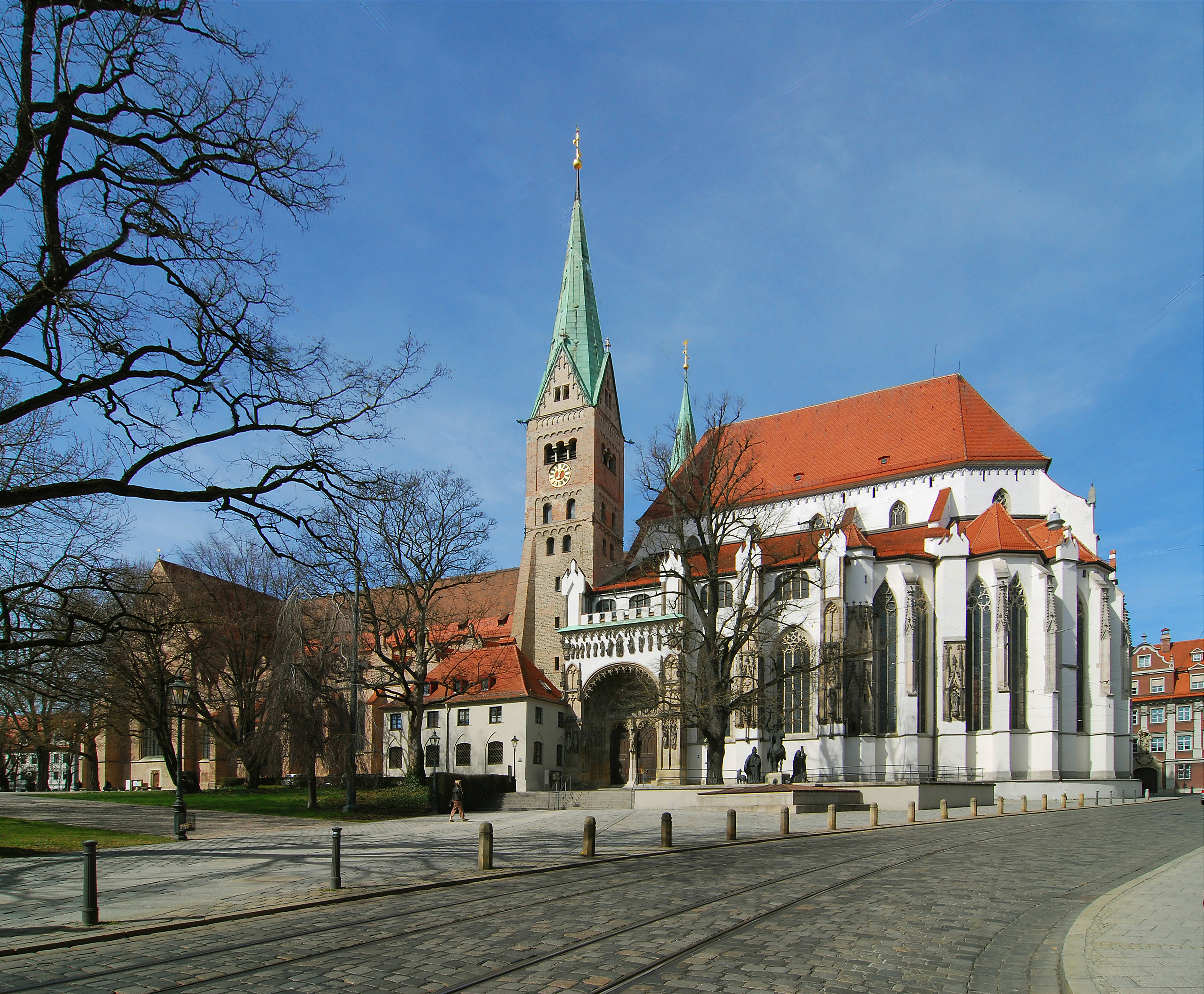
Catedral de Augsburgo

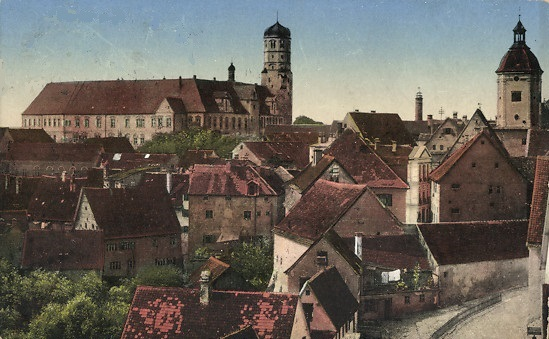
Vista parcial de Dillingen con el castillo episcopal a principios del siglo XX

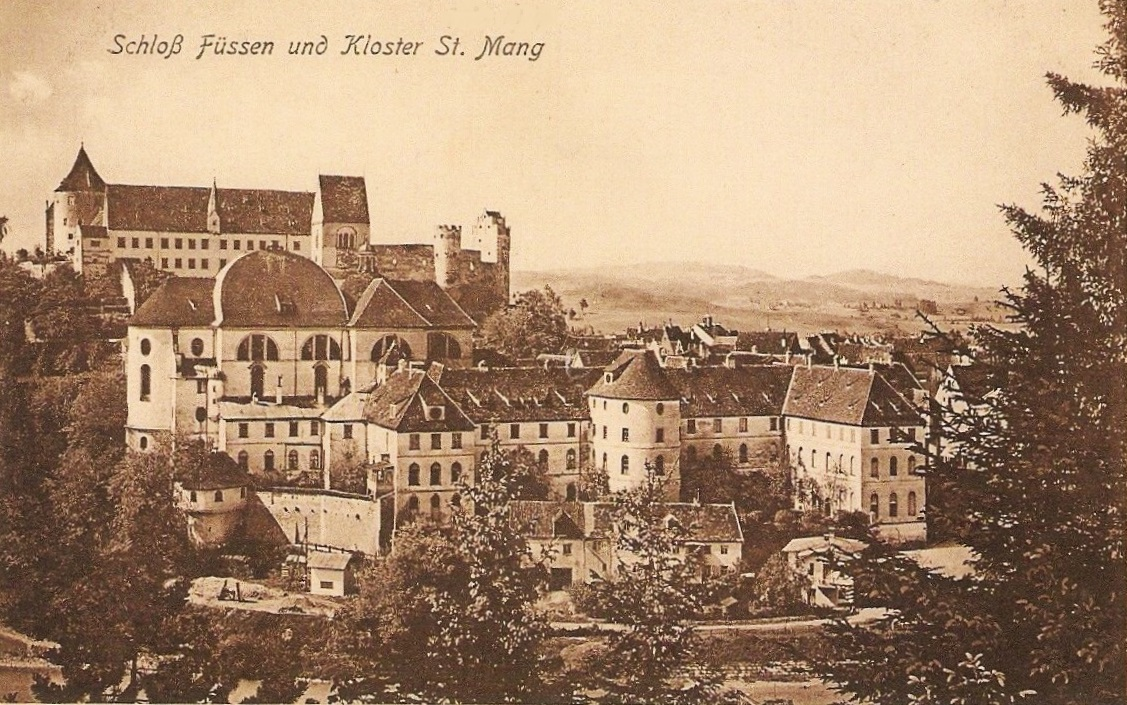
El palacio de verano del obispo y la abadía de San Mang en Füssen, hacia 1910

Bajo los sucesores inmediatos de Otón, el avivamiento instituido por él progresó rápidamente, y se formularon muchos decretos excelentes. Bajo Marquard II von Berg (1575-91) se fundó un internado pontificio (alumnatus) en Dillingen, los jesuitas establecieron colegios en Landsberg y, gracias a la generosidad de la familia Fugger, en Augsburgo (1580). Enrique von Knöringen, nombrado obispo a la temprana edad de veintiocho años, se interesó especialmente por la universidad y el seminario de Dillingen, a los que enriqueció con muchas donaciones; convocó varios sínodos, convirtió a Wolfgang, duque de Neuburg, al catolicismo, y durante su largo episcopado (1598-1646) reconcilió muchas ciudades y parroquias protestantes con la Iglesia católica, siendo ayudado de manera particular por los jesuitas, para quienes fundó establecimientos en Neuburg, Memmingen y Kaufbeuren.
La Guerra de los Treinta Años logró, por primera vez, una restauración casi completa de las antiguas posesiones de la diócesis de Augsburgo mediante el Edicto de Restitución del emperador Fernando II de Habsburgo (1629), ejecutado con vigor e incluso con demasiada fuerza por el obispo. La ocupación de Augsburgo por Gustavo Adolfo de Suecia (1632) restableció temporalmente el equilibrio de poder a favor de los protestantes. Hasta el socorro de la ciudad por las tropas imperiales (1635), los católicos se vieron en apuros y se vieron obligados a renunciar a todo lo que habían ganado mediante el Edicto de Restitución. Finalmente, la Paz de Westfalia en 1648 estableció la igualdad entre católicos y protestantes, y fue seguido por un largo período de paz interna en el imperio.
Debido a las pérdidas sufridas por la diócesis a causa del tratado, el obispo Seguismundo Francisco, archiduque de Austria (1646-1665), presentó una protesta solemne ante la cancillería imperial. Este obispo, debido a su juventud, gobernó la diócesis a través de administradores y más tarde renunció a su cargo. Su sucesor, Juan Christopher von Freiberg (1665-1690), estaba particularmente deseoso de liquidar la pesada carga de la deuda que soportaba el capítulo, pero sin embargo fue generoso con las iglesias y los monasterios. Su sucesor, Alejandro Seguismundo (1690-1737), hijo del Elector Palatino, protegió la pureza de la doctrina en los libros litúrgicos y de oración. Johann Friedrich von Stauffenberg (1737-1740) fundó el Seminario de Meersbury e introdujo las misiones entre el pueblo. José, landgrave de Hesse-Darmstadt (1740-1768), exhumó con gran ceremonia los huesos de San Ulrico e instituyó una investigación sobre la vida de Crescentia Höss de Kaufbeuren, que murió en olor de santidad. El príncipe Clemente Wenceslao de Sajonia y Polonia (1768-1812) elaboró un gran número de excelentes reglamentos disciplinarios y tomó medidas para su ejecución; después de la supresión de la Compañía de Jesús, ofreció a sus miembros protección y empleo en su diócesis; opuso una vigorosa resistencia al racionalismo y a la infidelidad, que se extendían rápidamente, y fue honrado con la visita del Papa Pío VI (1782).

### Revolución Francesa y secularización
Durante este periodo comenzó la conmoción mundial inaugurada por la Revolución Francesa, destinada a poner fin al poder temporal del clero en Alemania, causando la caída de Augsburgo y de la dignidad de príncipe-obispo del Imperio. En 1802, por un acto de la Delegación de la Dieta Imperial Perpetua (Reichsdeputationsrezess), el territorio de la diócesis de Augsburgo fue entregado al Elector de Baviera, quien tomó posesión de él el 1 de diciembre de 1802.
El cabildo catedralicio, junto con cuarenta canónicas, cuarenta y un beneficios, nueve colegios, veinticinco abadías, treinta y cuatro monasterios de órdenes mendicantes y dos conventos fueron víctimas de este acto de secularización. Lamentablemente, debido a la conducta desconsiderada de los comisionados designados por el ministro bávaro, Montgelas, se destruyeron innumerables tesoros artísticos, libros valiosos y documentos. Durante cinco años después de la muerte del último obispo de rango principesco (1812), la sede episcopal permaneció vacante; las partes de la diócesis que se encontraban fuera de Baviera fueron separadas de ella y anexadas a otras diócesis. No fue hasta 1817 que el Concordato entre la Santa Sede y el gobierno bávaro reconstruyó la diócesis de Augsburgo y la sometió al Metropolitano de Munich - Frisinga. En 1821, el territorio sometido a la autoridad eclesiástica de Augsburgo se amplió con la adición de secciones de la suprimida sede de Constanza, y se definieron los límites actuales.